# جيم سويني (لاعب كرة قدم أمريكية)
جيم سويني (بالإنجليزية: Jim Sweeney)‏ هو لاعب كرة قدم أمريكية أمريكي، ولد في 8 أغسطس 1962 في بيتسبرغ في الولايات المتحدة.

## وصلات خارجية
- جيم سويني على موقع مرجع كرة القدم المحترفة.كوم (الإنجليزية)